# Batalla de Kiev (1941)
La Primera Batalla de Kiev fue el nombre alemán para la operación que dio lugar a un gran cerco de las tropas soviéticas en las cercanías de Kiev durante la Segunda Guerra Mundial.  Esta batalla se considera el cerco más grande de la historia de la guerra —por el número de tropas—. Comenzó el 7 de julio y finalizó el 26 de septiembre de 1941, como parte de la Operación Barbarroja. En la historia militar soviética es conocida como Operación Defensiva de Kiev (Киевская оборонительная операция).

## Precedentes

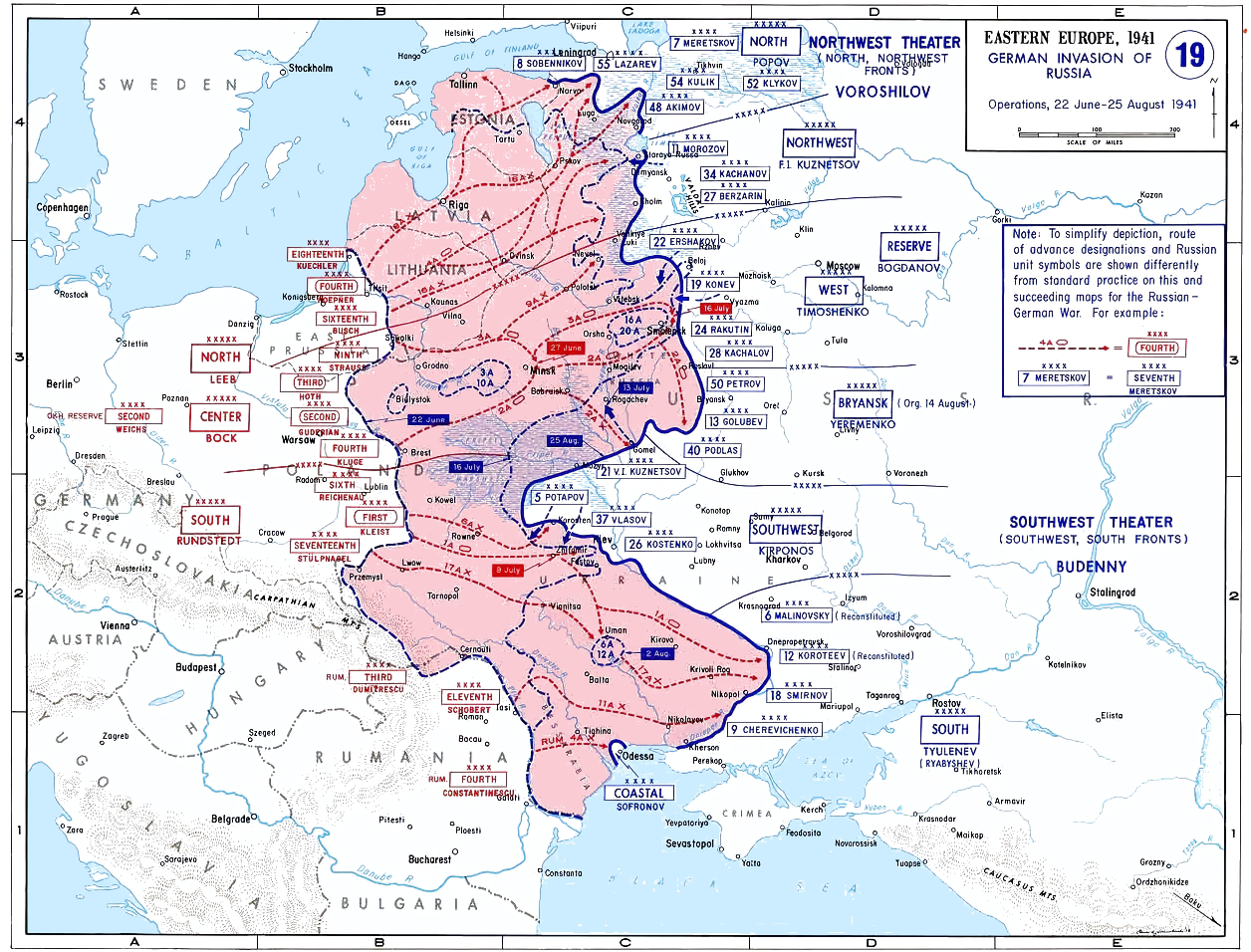
Cuatro ejércitos soviéticos, conquistando Ucrania central y matando o capturando a tres cuartos de millón de hombres.

Tras el éxito inicial de la Operación Barbarroja, la Wehrmacht alemana proyectó un avance masivo hacia Moscú, capital de la URSS, principal centro administrativo y militar del país, considerando que las graves derrotas del Ejército Rojo en Bielorrusia habían causado un serio daño a las estructuras bélicas soviéticas, siendo inviable para la Stavka planificar rápidamente una defensa eficaz de la Rusia central y de las regiones cercanas a Moscú.
Para julio de 1941, la moral de combate de la Wehrmacht se había elevado mucho como resultado de los triunfos obtenidos en la Batalla de Smolensk y en la Bolsa de Uman, donde grandes masas de tropas del Ejército Rojo habían sido derrotadas. Por el contrario, esta situación causaba una mayor presión política contra los altos jefes militares soviéticos, que estaban urgidos de éxitos bélicos, en tanto que Stalin, nuevamente, amenazaba con condenas a muerte o con deportación al Gulag por casos de «cobardía o traición», es decir, si se repetían los fracasos defensivos.
No obstante, el OKH alemán tuvo noticias de la concentración masiva de tropas soviéticas en las regiones septentrionales de Ucrania, donde Stalin había creado a fines de julio el Frente del Suroeste dirigido por el mariscal Semión Budionni dotados de cuerpos de artillería, tanques e infantería en gran número, llegando a sumar cerca de 600.000 soldados, con base central en la ciudad de Kiev. No obstante, Budionni aún era escéptico con las doctrinas militares de «guerra en profundidad» preconizadas por el mariscal —y rival de Budionni— Mijaíl Tujachevski.
Budionni mantuvo la táctica que Stalin sugirió: dispersó sus tanques entre la infantería como «fuerza de apoyo» y ordenó que las fuerzas de caballería —no motorizada— se mantuvieran como fuerzas principales de ataque, rehusando disponer de camiones para el transporte de tropas al considerar que pedir esos vehículos a la Stavka sería una señal «derrotista y de retirada», en tanto Budionni había proyectado una «defensa estática» si era atacado por los alemanes.
El Grupo de Ejércitos Centro de la Wehrmacht, dirigido por el general Fedor von Bock, estaba dirigiendo su esfuerzo bélico principal hacia Moscú, pero Hitler consideró que los seiscientos mil soldados soviéticos acantonados en Kiev eran una amenaza, priorizando su eliminación en el menor tiempo posible. Esto sería tarea del Grupo de Ejércitos Sur, dirigido por el general Gerd von Rundstedt, pero se consideró en el OKH que Rundstedt no podría dedicar todas sus fuerzas a esta tarea, por lo cual requería ayuda del Grupo de Ejércitos Centro.

## La batalla
El general Georgui Zhúkov advirtió a Iósif Stalin que si se planificaba una «defensa estática» como la proyectada por Budionni, las fuerzas del Ejército Rojo debían abandonar la ciudad de Kiev en el menor tiempo posible para evitar ser rodeado. El plan de Zhúkov disgustó a Stalin, ya que este había prometido al primer ministro británico Winston Churchill que la Unión Soviética «nunca dejaría al enemigo en Moscú, Leningrado o Kiev», por lo que destituyó a Zhúkov del cargo de jefe del estado mayor.
Las fuerzas móviles de Gerd von Rundstedt que venían de triunfar en Uman, avanzaron hacia el sur de Kiev desde el 1 de agosto y atacaron la guarnición el 23 de agosto, teniendo a su disposición el 17.º Ejército, dirigido por el general Carl-Heinrich von Stülpnagel, y el 6.º Ejército, mandado por el general Walther von Reichenau, desplegando un enorme bombardeo de artillería contra la ciudad, contando además con el apoyo aéreo de la Luftflotte 2 de la Luftwaffe que había sido adscrita a sus fuerzas. La destrucción de gran parte de los aparatos de la VVS soviética en las primeras semanas de lucha implicó que la mayor parte del frente ucraniano del Ejército Rojo careciera de cobertura aérea suficiente, hecho aprovechado plenamente por los alemanes.

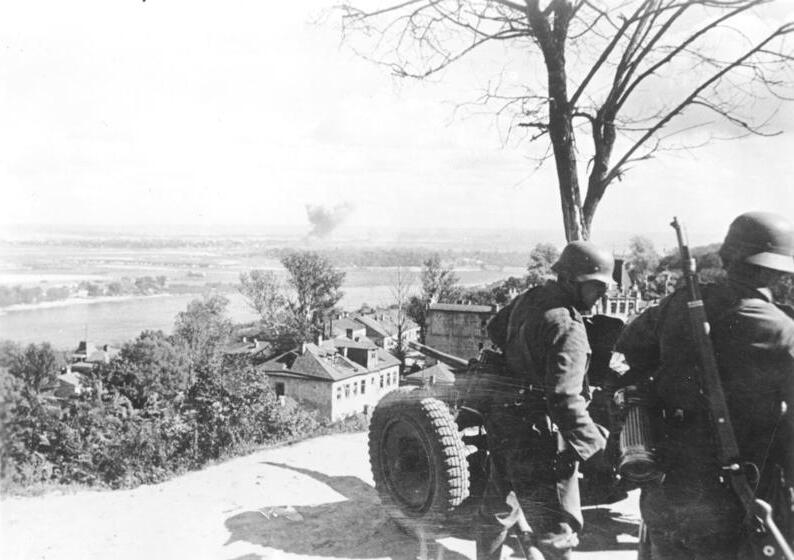
Artillería de la Wehrmacht en Kiev, septiembre de 1941

Kiev era una ciudad muy poblada, tercera en tamaño en la URSS, superada solo por Moscú y Leningrado, además de contar con una importante industria. Pese al avance alemán, Stalin rehusó planes para una evacuación masiva de las industrias de Kiev al considerarlo «derrotismo» e insistió en que Budionni adoptase las tácticas más idóneas para la defensa de la ciudad.
El 1.º Grupo Panzer, dirigido por Ewald von Kleist, avanzó hacia el norte desde el frente central tomando al mando soviético por sorpresa, pues no se esperaba que la estrategia alemana implicase lanzar un cerco contra una cantidad tan elevada de fuerzas soviéticas; de acuerdo con el plazo de Hitler, el 2.º Grupo Panzer del general Heinz Guderian —«prestado» por el Grupo de Ejércitos Centro— se lanzó desde el norte contra Kiev, enlazando con el 1º Grupo Panzer desde el 1 de septiembre. Las fuerzas soviéticas, obligadas a una defensa estática, fueron rebasadas una vez más por las tácticas de la blitzkrieg alemana, cuyas columnas de tanques sobrepasaron las defensas de Kiev. Los tanques soviéticos, dispersos en regimientos de infantería, fueron prontamente destruidos por sus pares alemanes, mientras que la caballería no motorizada de Budionni —reconvertida en infantería ligera— lanzaba contraataques en vano —sin apoyo artillero ni aéreo; que tan sólo retrasaban, pero no detenían a las vanguardias alemanas—.
Entonces Stalin cambió de opinión en cuanto al pedido de Zhúkov para abandonar Kiev, pero ya era tarde para ejecutar una retirada ordenada de sus tropas, en tanto que, hacia el 5 de septiembre, los alemanes ya habían obtenido la supremacía total en cuanto a artillería y aviación, teniendo como única tarea pendiente la aniquilación de los soviéticos cercados. La táctica de Budionni no sólo hacía inviable repeler el ataque alemán, sino que exponía al Frente del Suroeste a una segura destrucción. La decisión de Stalin se limitó a ordenar que Budionni fuese relevado de su mando el 13 de septiembre, pero sin designar a un sucesor suyo al frente de las tropas de Kiev.
El 17 de septiembre de 1941, se cerraba el cerco alemán sobre la ciudad y el 19 del mismo mes, las tropas alemanas comenzaban a entrar en Kiev iniciando un feroz combate urbano contra los soviéticos atrapados allí. Los intentos de romper el asedio fueron vanos, pereciendo en ellos el general Mijaíl Kirponós, que ante la salida de Budionni había asumido en la práctica el mando sobre el Frente del Suroeste y había ordenado la voladura final de los puentes de Kiev sobre el Dniéper para hacer más lento el avance germano. Los soldados del Ejército Rojo y sus jefes comprendieron prontamente que no tendrían opciones de escapar del cerco, pero siguieron combatiendo tenazmente dentro de Kiev y en sus alrededores, para causar el mayor daño a los alemanes o, al menos, para abrir una ligera vía de escape.
La resistencia soviética en el «cerco de Kiev» duró hasta el 26 de septiembre, sorprendiendo el número de bajas en las filas soviéticas. Finalmente, los escasos defensores de las ruinas de Kiev, sin municiones ni esperanzas de refuerzo, y sin vías de escape, capitularon. Los jefes del OKH alemán afirmaron haber capturado 665 000 prisioneros y enormes cantidades de armamento, aunque no es posible discriminar si en los prisioneros incluyeron también a civiles que intentaron huir del cerco. Tan solo 15 000 soldados del Ejército Rojo pudieron huir de Kiev y volver a sus líneas.
Adolf Hitler la llamó «la batalla más grande de la historia universal». El jefe del Estado Mayor Franz Halder, lo llamó el error estratégico más grande de la campaña del este. Como Heinz Guderian, pensaba que todas las estrategias deberían haberse concentrado en Moscú y que la victoria en Kiev significaba perder un valioso tiempo.

## Conclusión del cerco

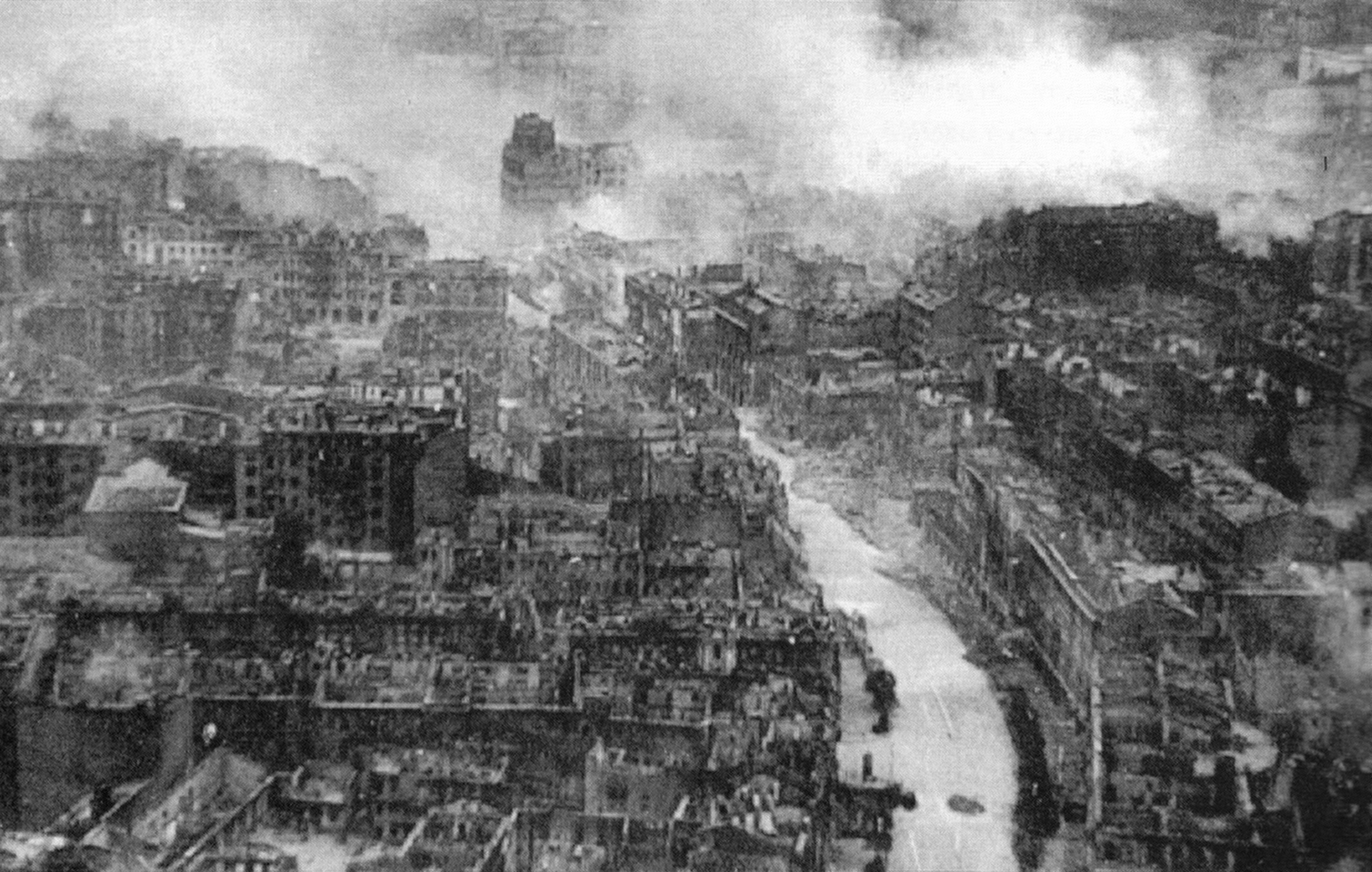
Kiev, destruida por el ataque alemán de 1941.

Tras la finalización del cerco, los soldados soviéticos lucharon hasta quedar casi sin municiones, manteniendo una feroz resistencia ante las tropas alemanas, que sufrieron a su vez cuantiosas bajas.
Prácticamente la totalidad del Frente Suroeste del Ejército Rojo fue rodeado por los alemanes. Sin embargo, la velocidad del avance dejó a la Luftwaffe lejos de sus bases, permitiendo a algunos soviéticos escapar del cerco días después de cerrarse la tenaza alemana, gracias al Mariscal Semión Budionni, Mariscal Semión Timoshenko y al comisario político Nikita Jrushchov.
El desastre de Kiev, sin embargo, resultó un golpe duro para el Ejército Rojo, superior incluso a la tragedia de Minsk en junio-julio del mismo año. El 1 de septiembre, el Frente Suroeste contaba con 752-760.000 hombres (850 000 incluyendo reservas y órganos de retaguardia), 3923 cañones y morteros, 114 tanques y 167 aviones de combate. En el cerco quedaron 452.700 hombres, 2642 cañones, morteros y 64 tanques, de los cuales escasamente 15 000 escaparon, llegando a las filas soviéticas hacia el 2 de octubre.
En conjunto, el Frente Suroeste sufrió 700.544 bajas, incluyendo 616 304 muertos, capturados, o perdidos a lo largo del mes de combates, entre los fallecidos se incluía al coronel general Mijaíl Kirponós, el comandante en jefe. Como resultado, cuatro ejércitos de campo soviéticos (5.º, 37.º, 26.º y 21.º), que contaban con 43 divisiones desaparecieron. Tal y como había ocurrido con el Frente Oeste, tuvo que ser reconstruido. Sólo dos mil prisioneros soviéticos sobrevivieron al cautiverio.